# Gare de Goulens
La gare de Goulens, est une gare ferroviaire française de la ligne de Bon-Encontre à Vic-en-Bigorre, située au lieu-dit Goulens
sur le territoire de la commune de Layrac dans le département de Lot-et-Garonne en région Nouvelle-Aquitaine.
C'est une halte ouverte uniquement aux voyageurs qui est mise en service en 1866 par la Compagnie des chemins de fer du Midi et du Canal latéral à la Garonne (Midi). 
Elle est officiellement fermée en 1970 lors de la fermeture du service voyageurs sur la section d'Agen à Auch.

## Situation ferroviaire
Établie à 55 mètres d'altitude, la gare de Goulens est située au point kilométrique (PK) 149,98 de la ligne de Bon-Encontre à Vic-en-Bigorre, entre les gares de Layrac (fermée) et d'Astaffort (fermée).

## Histoire
Après l'ouverture, le 16 novembre 1865, de l'exploitation de la section d'Agen à Auch de sa ligne d'Agen à Tarbes, la Compagnie des chemins de fer du Midi et du Canal latéral à la Garonne (Midi), constate qu'il y a une lacune dans la desserte et décide de créer une halte à Goulens, au passage à niveau. Le conseil général décide d'améliorer la voie qui passe par ce passage à niveau afin de faciliter la fréquentation de la halte par les populations concernés situées sur les territoires des cantons de Francescas, Laplume et Astaffort.
En 1876, la recette annuelle de la halte est de 1 780 francs.
La ligne et la gare sont officiellement fermées au trafic voyageurs le 9 avril 1970.

## Service des voyageurs
Goulens est fermée au trafic voyageurs.

## Patrimoine ferroviaire
Au passage à niveau avec la route départementale 204, l'ancienne maison du garde barrière devenue également le bâtiment voyageurs de la halte, est restaurée et le siège d'une entreprise privée.